# Golden Globe Award/Beste Serie – Drama
Der Golden Globe Award in der Kategorie Beste Serie – Drama wurde erstmals 1970 vergeben. Es werden jeweils Fernsehserien des Vorjahrs ausgezeichnet. In unten stehender Tabelle sind die Preisträger nach dem Jahr der Verleihung gelistet.

## 1970er-Jahre
- 1970 – Dr. med. Marcus Welby
  - Bracken's World
  - Mannix
  - Twen-Police
  - Room 222

- 1971 – Medical Center
  - The Bold Ones: The Senator
  - Dr. med. Marcus Welby
  - Twen-Police
  - The Young Lawyers

- 1972 – Mannix
  - Dr. med. Marcus Welby
  - Medical Center
  - Twen-Police
  - O'Hara, U.S. Treasury

- 1973 – Columbo
  - America: A Personal History of the United States
  - Mannix
  - Medical Center
  - Die Waltons

- 1974 – Die Waltons
  - Cannon
  - Columbo
  - Hawkins
  - Mannix
  - Police Story

- 1975 – Das Haus am Eaton Place
  - Columbo
  - Kojak – Einsatz in Manhattan
  - Police Story
  - Die Straßen von San Francisco
  - Die Waltons

- 1976 – Kojak – Einsatz in Manhattan
  - Baretta
  - Columbo
  - Petrocelli
  - Police Story

- 1977 – Reich und Arm
  - Captains and the Kings
  - Drei Engel für Charlie
  - Eine amerikanische Familie
  - Unsere kleine Farm

- 1978 – Roots
  - Drei Engel für Charlie
  - Columbo
  - Eine amerikanische Familie
  - Starsky & Hutch
  - Das Haus am Eaton Place

- 1979 – 60 Minutes
  - Kampfstern Galactica
  - Eine amerikanische Familie
  - Holocaust – Die Geschichte der Familie Weiss
  - Lou Grant

## 1980er-Jahre
- 1980 – Lou Grant
  - Weißes Haus, Hintereingang
  - Colorado Saga
  - Dallas
  - Detektiv Rockford – Anruf genügt
  - Roots – Die nächsten Generationen

- 1981 – Shogun
  - Dallas
  - Hart aber herzlich
  - Lou Grant
  - Vegas
  - Der Scarlett-O’Hara-Krieg

- 1982 – Polizeirevier Hill Street
  - Dallas
  - Der Denver-Clan
  - Hart aber herzlich
  - Lou Grant

- 1983 – Polizeirevier Hill Street
  - Dallas
  - Der Denver-Clan
  - Hart aber herzlich
  - Magnum

- 1984 – Der Denver-Clan
  - Cagney & Lacey
  - Dallas
  - Hart aber herzlich
  - Polizeirevier Hill Street

- 1985 – Mord ist ihr Hobby
  - Cagney & Lacey
  - Der Denver-Clan
  - Polizeirevier Hill Street
  - Chefarzt Dr. Westphall

- 1986 – Mord ist ihr Hobby
  - Cagney & Lacey
  - Der Denver-Clan
  - Miami Vice
  - Chefarzt Dr. Westphall

- 1987 – L.A. Law – Staranwälte, Tricks, Prozesse
  - Cagney & Lacey
  - Der Denver-Clan
  - Miami Vice
  - Mord ist ihr Hobby
  - Chefarzt Dr. Westphall

- 1988 – L.A. Law – Staranwälte, Tricks, Prozesse
  - Die Schöne und das Biest
  - Mord ist ihr Hobby
  - Chefarzt Dr. Westphall
  - Die besten Jahre
  - A Year in the Life

- 1989 – Die besten Jahre
  - Die Schöne und das Biest
  - L.A. Law – Staranwälte, Tricks, Prozesse
  - Mord ist ihr Hobby
  - Kampf gegen die Mafia

## 1990er-Jahre
- 1990 – China Beach
  - In der Hitze der Nacht
  - L.A. Law – Staranwälte, Tricks, Prozesse
  - Mord ist ihr Hobby
  - Die besten Jahre
  - Kampf gegen die Mafia

- 1991 – Twin Peaks
  - China Beach
  - In der Hitze der Nacht
  - L.A. Law – Staranwälte, Tricks, Prozesse
  - Die besten Jahre

- 1992 – Ausgerechnet Alaska
  - Beverly Hills, 90210
  - I'll Fly Away
  - L.A. Law – Staranwälte, Tricks, Prozesse
  - Law & Order

- 1993 – Ausgerechnet Alaska
  - Beverly Hills, 90210
  - Ein amerikanischer Traum
  - I'll Fly Away
  - Sisters

- 1994 – New York Cops – NYPD Blue
  - Dr. Quinn – Ärztin aus Leidenschaft
  - Law & Order
  - Ausgerechnet Alaska
  - Picket Fences – Tatort Gartenzaun
  - Die Abenteuer des jungen Indiana Jones

- 1995 – Akte X – Die unheimlichen Fälle des FBI
  - Chicago Hope – Endstation Hoffnung
  - Emergency Room – Die Notaufnahme
  - New York Cops – NYPD Blue
  - Picket Fences – Tatort Gartenzaun

- 1996 – Party of Five
  - Chicago Hope – Endstation Hoffnung
  - Emergency Room – Die Notaufnahme
  - Murder One
  - New York Cops – NYPD Blue

- 1997 – Akte X – Die unheimlichen Fälle des FBI
  - Chicago Hope – Endstation Hoffnung
  - Emergency Room – Die Notaufnahme
  - New York Cops – NYPD Blue
  - Party of Five

- 1998 – Akte X – Die unheimlichen Fälle des FBI
  - Chicago Hope – Endstation Hoffnung
  - Felicity
  - Law & Order
  - New York Cops – NYPD Blue

- 1999 – Practice – Die Anwälte
  - Emergency Room – Die Notaufnahme
  - Felicity
  - Law & Order
  - Akte X – Die unheimlichen Fälle des FBI

## 2000er-Jahre
- 2000 – Die Sopranos
  - Emergency Room – Die Notaufnahme
  - Noch mal mit Gefühl
  - Practice – Die Anwälte
  - The West Wing – Im Zentrum der Macht

- 2001 – The West Wing – Im Zentrum der Macht
  - CSI: Den Tätern auf der Spur
  - Emergency Room – Die Notaufnahme
  - Practice – Die Anwälte
  - Die Sopranos

- 2002 – Six Feet Under – Gestorben wird immer
  - 24
  - Alias – Die Agentin
  - CSI: Den Tätern auf der Spur
  - Die Sopranos
  - The West Wing – Im Zentrum der Macht

- 2003 – The Shield – Gesetz der Gewalt
  - 24
  - Six Feet Under – Gestorben wird immer
  - Die Sopranos
  - The West Wing – Im Zentrum der Macht

- 2004 – 24
  - CSI: Den Tätern auf der Spur
  - Nip/Tuck – Schönheit hat ihren Preis
  - Six Feet Under – Gestorben wird immer
  - The West Wing – Im Zentrum der Macht

- 2005 – Nip/Tuck – Schönheit hat ihren Preis
  - 24
  - Deadwood
  - Lost
  - Die Sopranos

- 2006 – Lost
  - Welcome, Mrs. President
  - Grey’s Anatomy
  - Prison Break
  - Rom

- 2007 – Grey’s Anatomy
  - 24
  - Big Love
  - Heroes
  - Lost

- 2008 – Mad Men
  - Big Love
  - Damages – Im Netz der Macht
  - Grey’s Anatomy
  - Dr. House
  - Die Tudors

- 2009 – Mad Men
  - Dexter
  - Dr. House
  - In Treatment – Der Therapeut
  - True Blood

## 2010er-Jahre
- 2010 – Mad Men
  - Big Love
  - Dexter
  - Dr. House
  - True Blood

- 2011 – Boardwalk Empire
  - Dexter
  - Good Wife
  - Mad Men
  - The Walking Dead

- 2012 – Homeland
  - American Horror Story
  - Boardwalk Empire
  - Boss
  - Game of Thrones

- 2013 – Homeland
  - Boardwalk Empire
  - Breaking Bad
  - Downton Abbey
  - The Newsroom

- 2014 – Breaking Bad
  - Downton Abbey
  - Good Wife
  - House of Cards
  - Masters of Sex

- 2015 – The Affair
  - Downton Abbey
  - Game of Thrones
  - Good Wife
  - House of Cards

- 2016 – Mr. Robot
  - Empire
  - Game of Thrones
  - Narcos
  - Outlander

- 2017 – The Crown
  - Stranger Things
  - Game of Thrones
  - This Is Us – Das ist Leben
  - Westworld

- 2018 – The Handmaid’s Tale – Der Report der Magd
  - The Crown
  - Game of Thrones
  - Stranger Things
  - This Is Us – Das ist Leben

- 2019 – The Americans
  - Bodyguard
  - Homecoming
  - Killing Eve
  - Pose

## 2020er Jahre
- 2020 – Succession
  - Big Little Lies
  - The Crown
  - Killing Eve
  - The Morning Show

- 2021 – The Crown
  - Lovecraft Country
  - The Mandalorian
  - Ozark
  - Ratched

- 2022 – Succession
  - Lupin
  - The Morning Show
  - Pose
  - Squid Game

- 2023 – House of the Dragon
  - Better Call Saul
  - The Crown
  - Ozark
  - Severance